# ФК Раднички Шабачки
ФК Раднички Шабачки је фудбалски клуб из Шапца, Србија, и тренутно се такмичи у Колубарско-мачванској зони, четвртом такмичарском нивоу српског фудбала. Клуб је основан 1924. године.